# Ћ++
Ћ++ или Ћ плус плус је објектно оријентисани скриптни програмски језик, заснован на JavaScript-у, који у потпуности користи српски језик и ћирилично писмо. Представљен је 2019. године од стране српске компаније Quantox Technology.

## Историја
Језик је први пут представљен 2019. године од стране српске компаније Quantox Technology.
Исте године организовано је такмичење у писању кода у Ћ++ програмском језику.
Поново је представљен на трибини "Ћирилица у данашњем свету", коју је 2021. организовао Регистар националног интернет домена Србије.
Ћ++ није нашао примену у професионалном свету, и његово коришћење је ограничено у едукативне сврхе.

## Синтакса

### Функције
Функција се дефинише кључном речју функција. Кључна реч врати служи да функција врати вредност извршене операције.
```
функција сабери (број1, број2) {
 врати број1 + број2
}

сабери(2, 2)
```

### Условни изрази
Условни израз се дефинише кључним речима ако/у супротном.
```
ако (1 мање од 2) {
 испиши("тачно")
} у супрoтном {
 испиши("налазимо се у обрнутом универзуму")
}
```

### Фор петља
Фор петља се дефинише кључном речју за.
```
за (дај да бројач буде 0; бројач мањи од 3; бројач повећај за 1) {
 испиши(бројач)
}
```